# Yoshiteru Ashikaga
Yoshiteru Ashikaga (jap. 足利 義輝 Ashikaga Yoshiteru; ur. 31 marca 1536, zm. 17 czerwca 1565) – 30. siogun w dziejach Japonii, 13. siogun siogunatu Ashikaga.
Sprawował władzę w latach 1546-1565 (japoński okres Muromachi). Starszy syn 12. sioguna Yoshiharu Ashikaga i córki Taneie Konoe (zwanego także Keijuin).
Po urodzeniu otrzymał imię Yoshifushi (także Yoshifuji), ale w historii zapisał się pod imieniem Yoshiteru, które przyjął w 1554 roku.

## Dzieciństwo
Yoshiteru urodził się 31 marca 1536 roku w Kioto. Był pierwszym synem sioguna Yoshiharu oraz Taneie Konoe. W 1546 roku, mając zaledwie 11 lat, został siogunem. Urząd otrzymał od ojca, pod naciskiem Harumoto Hosokawy, stając się kolejnym marionetkowym siogunem, podczas gdy władza spoczywała w ręku rodu Hosokawa. Z powodu jego wieku, ceremonia zaprzysiężenia odbyła się w prowincji Ōmi, a nie w Kioto.

## Pierwszy okres rządów
Niedługo po objęciu przezeń urzędu, między dwoma przywódcami rodu Hosokawa wybuchł konflikt spowodowany przejściem Nagayoshi Miyoshiego ze służby u Harumoto Hosokawy do Ujitsuny Hosokawy. Z powodu tych walk, Yoshiteru razem z ojcem zostali zmuszeni do opuszczenia Kioto. 20 maja 1550 r. Yoshiharu zmarł na wygnaniu w prowincji Ōmi).
W 1552 roku Yoshiteru zawarł pokój z Nagayoshi Miyoshim i Hisahide Matsunagą, co umożliwiło mu powrót do Kioto. W następnym roku, Yoshiteru z pomocą Harumoto rozpoczął wojnę przeciwko Nagayoshiemu. Dzięki pomocy Yoshikaty Rokkaku wojna toczyła się korzystnie dla sioguna.
Podczas sprawowania władzy w Kioto i prowadzenia wojny przeciwko Nagayoshiemu godnymi uwagi wydarzeniami były:
- 1554-64 - Motonari Mōri, wasal Ōuchiego, został jego następcą i w ciągu 10 lat umocnił swą pozycję[1].
- 1557 - cesarz Ōgimachi wstąpił na "wieczysty tron"[1]

W 1558 r. po szybkim i niespodziewanym ataku Nagayoshiego na Kioto, Yoshiteru ponownie uciekł ze stolicy. Tym razem został schwytany przez oddziały Nagayoshiego, który wszakże nie zabił sioguna, bo obawiał się wybuchu wojny domowej o schedę po siogunacie Ashikaga. Zezwolił więc Yoshiteru na powrót do Kioto pod warunkiem, że ten zostanie pod jego jurysdykcją.

## Ponowne rządy w Kioto (1558-1565)
Otoczony ze wszystkich stron przez daimyō, którzy pragnęli wykorzystać go dla własnych celów. Yoshiteru jako ostatni z rodu Ashikaga potrafił potwierdzić autorytet sioguna, poprzez aktywną dyplomację. Jego starania umożliwiały tymczasowe zawarcia pokoju między takimi daimyō, jak: Shingen Takeda, Kenshin Uesugi, Takahisa Shimazu, Yoshishige Otomo, Motonari Mōri i Haruhisa Amago. Powodowało to, że wielu możnowładców japońskich ponownie zaczęło liczyć się ze zdaniem sioguna. Nawet tacy daimyō, jak: Nobunaga Oda i Kenshin Uesugi przybywali do Kioto, aby oddać pokłon i złożyć wyrazy szacunku siogunowi.
W 1564 roku Yoshiteru próbował skorzystać ze śmierci Nagayoshiego, aby odzyskać pełnię władzy związanej z bycia siogunem. Jednak Hisahide Matsunaga i trzech innych członków rady rodu Miyoshi, pragnąc uzyskania takiej władzy, jaką miał Nagayoshi, rozpoczęło z Yoshiteru wojnę, aby ponownie zredukować go do roli figuranta. W 1565 roku, Hisahide i Yoshitsugu Miyoshi wkroczyli zbrojnie do Kioto i uderzyli na kompleks budynków, znanych później jako zamek Nijō, gdzie żył Yoshiteru. Znajomość sztuki walki mieczem, której uczył się od mistrzów Nobutsuny Kamiizumiego i Bokudena Tsukahary, umożliwiła mu zabicie wielu wrogów własnymi rękoma. Pozbawiony jednak pomocy od innych daimyō, Yoshiteru z grupką wiernych samurajów popełnił seppuku. Trzy lata później jego kuzyn Yoshihide Ashikaga został 14. siogunem.

## Dziedzictwo Yoshiteru
Z powodu swojej siły i umiejętności władania kataną, zwany był "kengō-shōgun" (siogun-mistrz szermierz). Udało mu się umocnić rolę i prestiż urzędu sioguna, jednak w ostatecznej rozgrywce przegrał z koalicją daimyō.
Wiersz śmierci, który pozostawił po sobie Yoshiteru, pokazuje skalę jego aspiracji. Jest zbudowany – zgodnie z zasadami – w oparciu o wieloznaczność znaczeniową, fonetyczną i znakową.
五月雨は　露か涙か　不如帰
我が名をあげよ　雲の上まで
Samidare wa tsuyu ka namida ka hototogisu
waga na o ageyo kumo no ue made
Majowy deszcz... czy to rosa, czy łzy?
Kukułko, nieś moje imię ponad chmury
Znaczenie:
- hototogisu – kukułka mała (Cuculus poliocephalus). Nazwa ptaka (tu: zwiastuna śmierci), zapisana w wierszu przy pomocy kanji oznacza również: "nigdy nie powrócić"[4];
- samidare (majowy deszcz) – lekki, łagodny, o bardzo drobnych kroplach deszcz na początku letniej pory deszczowej. Także elegancki synonim wyrazu tsuyu[5], czyli właśnie letniej pory deszczowej, kojarzonej z zadumą i melancholią. Opisowo:

Ten delikatny pył letniego deszczu… czy to krople rosy, czy moje łzy zmartwienia?
Kukułko, która przyszłaś po mnie,
Leć wysoko w niebo i rozsławiaj moje imię dzielnego wojownika, szeroko ponad chmurami